# Одисеята на Жак-Ив Кусто
„Одисеята на Жак-Ив Кусто“ е френско-белгийски биографичен приключенски игрален филм от 2016 г. на режисьора Жером Сал.
Филмът е вдъхновен от книгите „Моят баща, капитанът: Живот с Жак Кусто“ на Жан-Мишел Кусто и „Капитанът на „Калипсо“ на Албер Фалко и Ив Пакале. Посветен е на френския морски изследовател Жак-Ив Кусто.
Снимките на филма започват на 7 септември 2015 г. в Хърватия– островите Хвар, Вис и Бишево. След това се снимат сцени в Южна Африка, Антарктида и Бахамските острови. Снимките приключват на 8 януари 2016 г.

## Актьорски състав
- Ламбер Уилсън – Жак-Ив Кусто
- Пиер Нине – Филип Кусто
- Одри Тоту – Симон Кусто
- Лоран Люка – Филип Таийе
- Бенжамен Лаверн – Жан-Мишел Кусто